# Orielton
Orielton är en ort i Australien. Den ligger i kommunen Sorell och delstaten Tasmanien, i den sydöstra delen av landet, omkring 24 kilometer nordost om delstatshuvudstaden Hobart.
Närmaste större samhälle är Warrane, omkring 18 kilometer sydväst om Orielton. 
Trakten runt Orielton består i huvudsak av gräsmarker. Runt Orielton är det ganska glesbefolkat, med 35 invånare per kvadratkilometer. Genomsnittlig årsnederbörd är 619 millimeter. Den regnigaste månaden är november, med i genomsnitt 79 mm nederbörd, och den torraste är augusti, med 37 mm nederbörd.